# Поспелов, Михаил Иоаннович
Михаи́л Иоа́ннович Поспе́лов (1878 — 14 января 1943, Галич, Костромская область) — священник, настоятель Благовещенской церкви на Васильевском острове в 1915—1920 годах.

## Происхождение
Его отец, священник Иоанн Феодорович Поспелов (1841—1918), родился в Старой Ладоге. Служил в Казанской церкви в Тосно. С 1878 года Иоанн Поспелов служил в Воскресенском женском монастыре Санкт-Петербурга, а с 1893 года — в церкви на Смоленском кладбище: с 1899 года — протоиерей, с 1906 года — настоятель церкви; был награждён орденами Св. Владимира 4-й и 3-й степеней.
Был женат на Е. И. Аландской; у них было 4 сына и 2 дочери. Старший сын Николай (1870—1912) служил в Министерстве путей сообщения; Павел (1872—1920) окончил Военно-медицинскую академию, участвовал в русско-японской (работал в госпитале в Мукдене) в Первой мировой войнах; Сергей (1873—1935), получив университетской образование, работал в Министерстве земледелия, но в 1909 году принял священство и служил сначала в Старой Ладоге, а затем в Новодевичьем монастыре Санкт-Петербурга; младшим из сыновей был Михаил.

## Биография
Михаил Поспелов учился в Санкт-Петербургской духовной академии. Получил степень кандидата богословия и 19 ноября 1899 года был рукоположен в диаконы, три дня спустя — митрополитом Антонием (Вадковским) рукоположен в иерея и назначен настоятелем церкви Святителя Тихона Задонского при Александровском детском приюте на Крестовском острове.
Через год, 20 сентября 1900 года он стал священником церкви святой великомученицы царицы Александры при Александровском лицее и законоучителем в лицее.
В 1901 году он женился на дочери священника Иоанна Дёмкина — Анне Иоанновне Дёмкиной (1874—1946), с обязательством наследовать место её отца. В 1902 году родилась дочь Вера, в 1904 году — сын Сергей, в 1907 году — дочь София.
С 1901 года он был ещё и законоучителем в гимназии Шаффе и в Морском кадетском корпусе и летом 1907 года совершил с гардемаринами учебное плавание по Балтийскому морю на крейсере «Аврора».
В 1910 году отец Михаил был награждён наперсным крестом.
В 1912 году был назначен настоятелем церкви святой великомученицы царицы Александры при Александровском лицее.
С 1915 по 1920 год был настоятелем церкви Благовещения на Васильевском острове, в которой 52 года (1861—1913) прослужил его тесть Иоанн Дёмкин.
В 1918 году отец Михаил получил сан протоиерея. В 1920 году он перешёл служить в находившееся по соседству бывшее Благовещенское синодальное подворье. Однако месяц спустя случилось несчастье, изменившее всю жизнь священника. Он рассказывал об этой беде, вызванной условиями тогдашней разрухи: «В октябре 1920 года я участвовал в сломе деревянного сарая на дрова, и мне нечаянным образом перебилo позвоночник и переломило стопу правой ноги свалившимися с крыши стропилами. Вследствие перелома позвоночника получился паралич ног».
В начале 1930-х годов к ногам вернулась чувствительность, но передвигаться по квартире он мог лишь при помощи ходунков. Несмотря на постигшее его испытание, отец Михаил превратил в церковь свою квартиру, где стали собираться прихожане. В этой церкви он устраивал богослужения, исповедовал, причащал, поучал и наставлял. У отца Михаила был походный антиминс и полный набор богослужебных предметов и облачений. В квартиру на праздничные службы приходило до 20 человек. После того, как квартиру «лишенца» уплотнили, оставив ему одну комнату, прихожан осталось четверо.
Власти, вероятно, знали о постоянных тайных службах (подселенец Николаев был «сознательный» рабочий), но им не препятствовали, так как батюшка не был враждебно настроен к советской власти. Когда в 1927 году митрополит Сергий (Страгородский), патриарший местоблюститель, в своей декларации официально объявил о лояльности к советской власти, отец Михаил поддержал эту декларацию и это на несколько лет избавило его от притеснений.
Когда гонения против церкви усилились, отец Михаил и его жена Анна Ивановна, детский врач, были репрессированы по делу «Русского студенческого христианского движения», которое было сфабриковано ОГПУ. При обыске в 1933 году у священника изъяли два антиминса, облачение, складень с мощами, икону преподобного Елеазара со святыми мощами, серебряные кресты, служебники. 11 января 1933 года проводившие обыск чекисты не арестовали отца Михаила — он был инвалидом. Вместо священника под стражу взяли его супругу Анну Ивановну. Мужественная Анна Ивановна сама предложила сотрудникам ОГПУ забрать в тюрьму её, а не мужа. Поколебавшись, они согласились — план по количеству арестованных надо было выполнять, а возиться с парализованным стариком не хотелось. Анну Ивановну держали в Доме предварительного заключения до 28 марта, а при освобождении взяли подписку о невыезде и неразглашении.
5 апреля 1933 года тройка ОГПУ вынесла супругам Поспеловым приговор: «минус 12» (то есть запрет жить в 12 городах) на три года. Для ссылки был выбран город Галич Костромской области.
Весной 1936 года срок ссылки кончился, но в Ленинград Поспеловы не вернулись, возвращаться было некуда — прежняя жилплощадь была занята. Михаил Иванович Поспелов скончался в Галиче 14 января 1943 года.

## Труды
- Поспелов М. И. Христианин в государстве / Свящ. Михаил Поспелов. — СПб.: Столич. скоропеч. полк. С. Х. Золотухина, 1906. — 37 с.
- Поспелов М. И. Пособие к курсу богословия, читаемому в отдельных Гардемаринских классах. — Петроград: типо-лит. А. Ф. Маркова, 1915. — 17 с.
- Поспелов М. И. Вечной памяти почившего протоиерея отца Иоанна Иоанновича Дёмкина // Известия по Петроградской епархии. — 1916. — № 9. — C. 5—6; № 10—11. — C. 14—15.